# جعفر الخليفة
جعفر الخليفة لاعب كرة قدم سعودي و يلعب في الظهير الأيسر.

## مسيرة اللاعب
لعب سابقاً في نادي هجر.